# Мале Тугаєво
Мале Туга́єво (рос. Малое Тугаево, чув. Пĕчĕк Малти Тукай) — присілок у складі Канаського району Чувашії, Росія. Адміністративний центр Новочелкасинського сільського поселення.
Населення — 212 осіб (2010; 242 у 2002).
Національний склад:
- чуваші — 100 %